# Muuruvesi
Muuruvesi est une ancienne ville du centre-est de la Finlande, dans la région de Savonie du Nord.
Elle a fusionné avec la ville de Juankoski en 1971 et ensemble avec Kuopio en 2017.

## Galerie

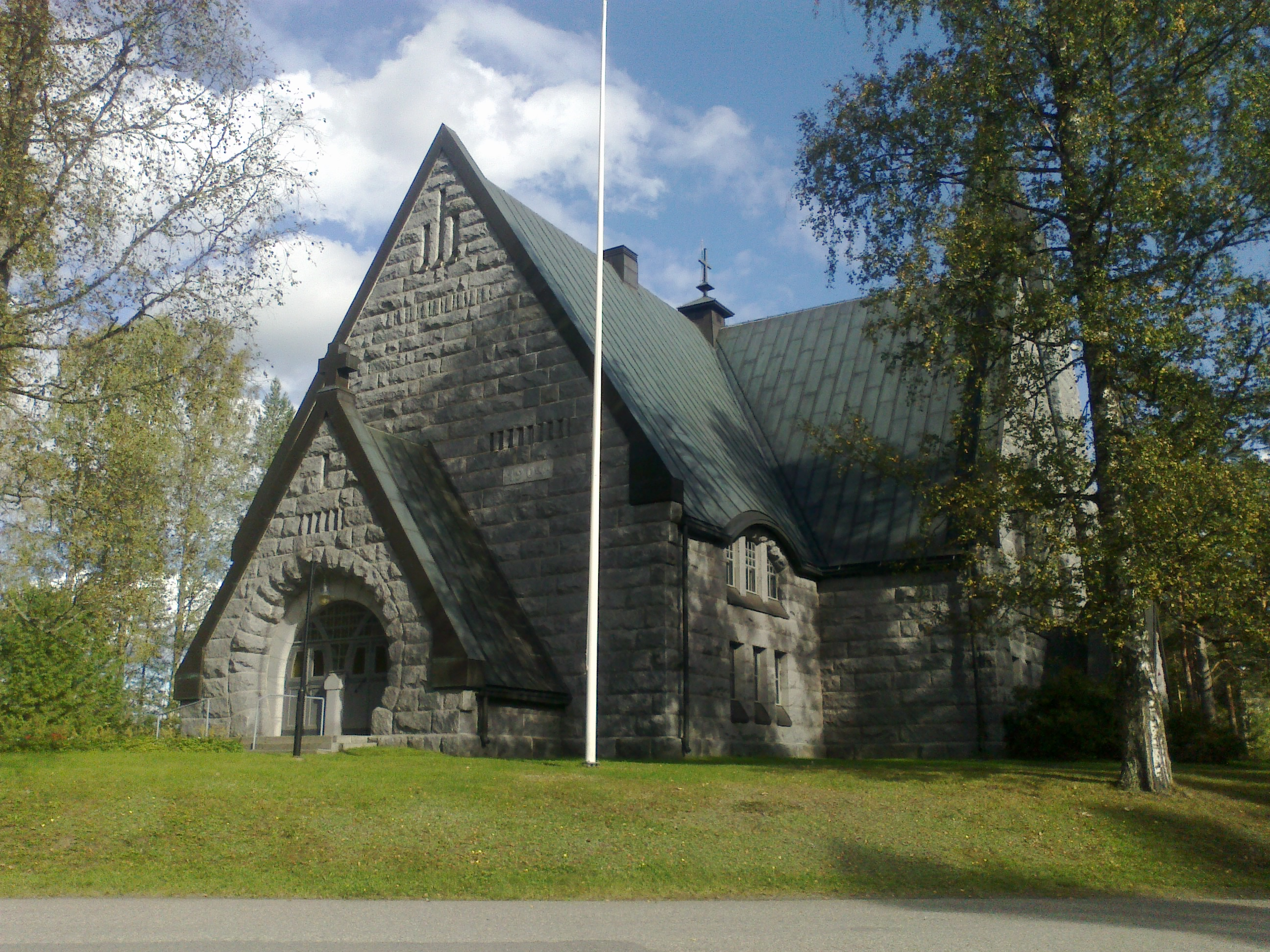
L'Église de Muuruvesi.
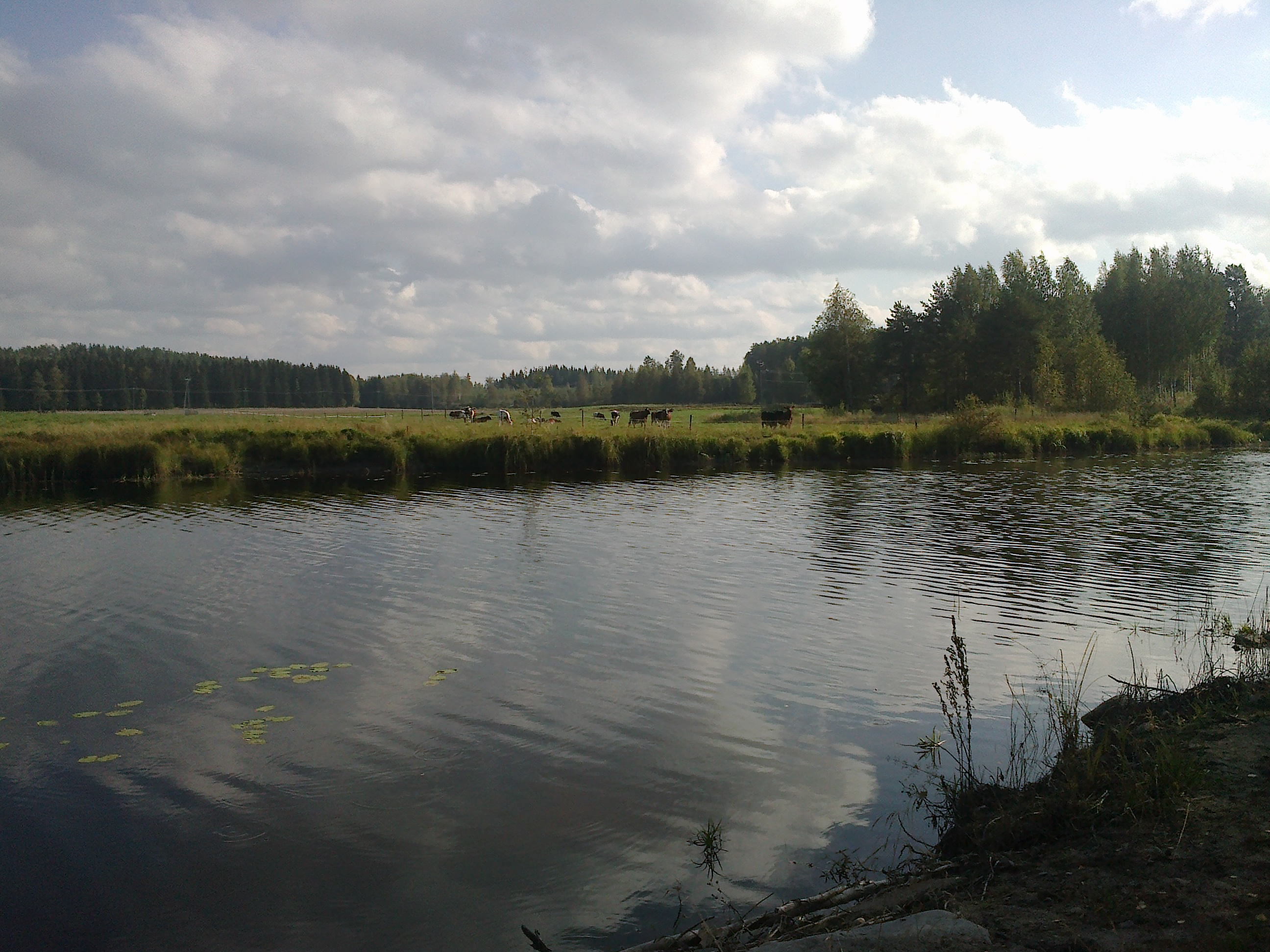
Le détroit du Putaanvirta.
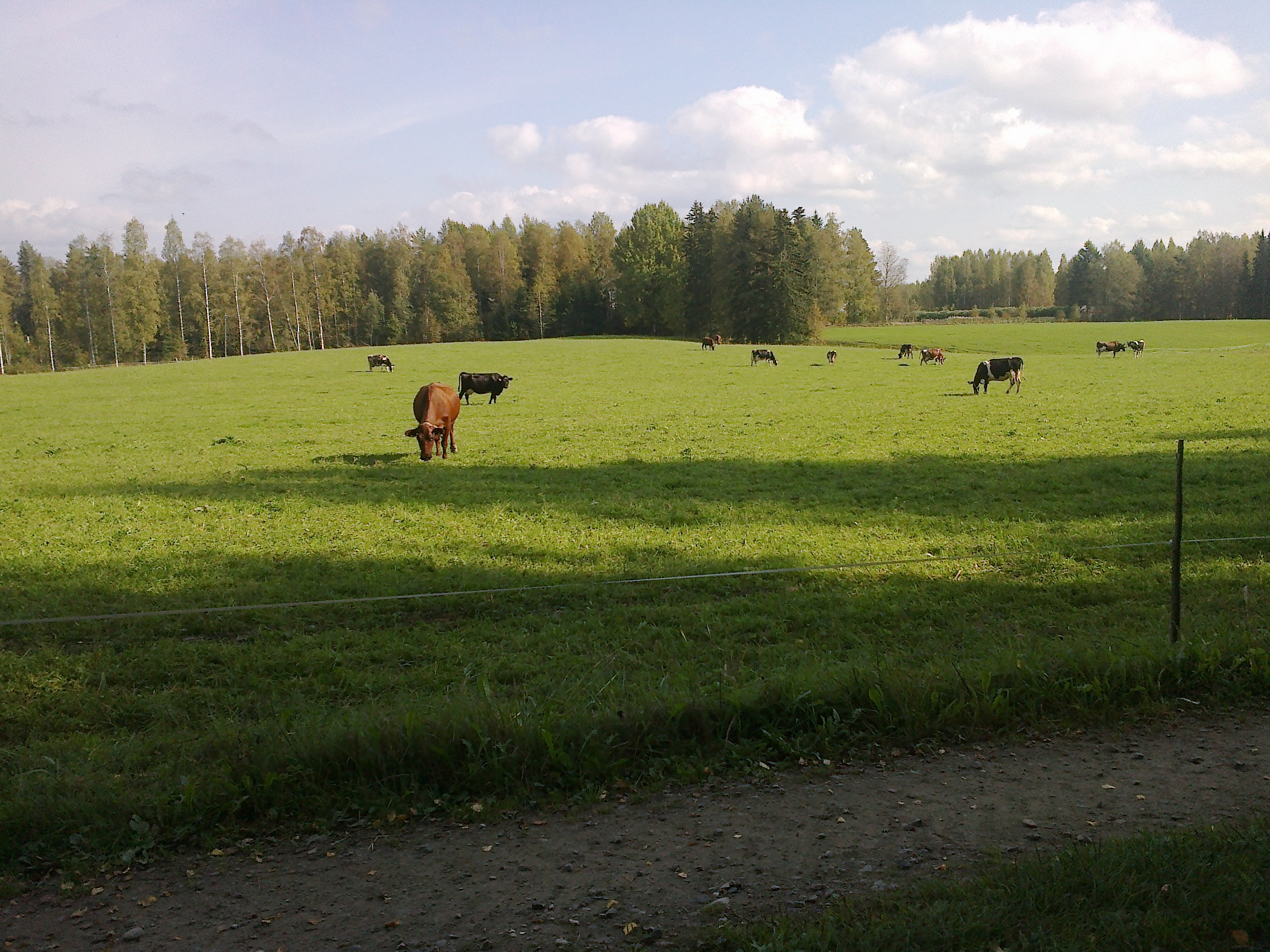
Vaches à Muuruvesi.